# Республиканская партия (Франция)
Республиканская партия (фр. Parti républicain, PR) — правоцентристская либерально-консервативная политическая партия во Франции, которая существовала с 1977 по 1997 год. Была известна своей консервативностью во внутренней, социальной и экономической политике, пронатовской и проевропейской позициями.

## История
Республиканская партия была создана 19—20 мая 1977 года на базе Национальной федерации независимых республиканцев сторонниками Валери Жискар д'Эстена, избранного тремя годами ранее на пост президента республики и исторического лидера независимых республиканцев. Новая партия вошла в Федерацию либеральных и демократических партий Европы, основанную в 1976 году, а также стала наблюдателем в консервативном Европейском демократическом союзе, когда он был основан в 1978 году.
В 1978 году, в преддверии мартовских выборов в Национальное собрание, Валери Жискар д’Эстен создал альянс Союз за французскую демократию (СФД), объединивший Республиканскую партию и ряд центристских групп, в частности, Центр социальных демократов, Движение социал-демократов и Радикальную партию. Альянс создавался для поддержки президента Жискара д’Эстена и как противовес влиянию голлистского Объединения в поддержку Республики (ОПР) на французских правоцентристов. Вплоть до раскола СФД в 1998 году Республиканская партия была её либеральным компонентом, выступая за экономический либерализм. Вопреки всем ожиданиям, правые (СФД и голлисты) сохранили большинство в Национальном собрании после выборов. Однако после поражения Жискара д’Эстена на президентских выборах 1981 года PR возглавили политики нового поколения во главе с Франсуа Леотаром.
Эта группа, названная bande à Léo («Банда Лео(тара)»), под влиянием неолиберальных идей неоконсервативной революции конца 1970-х—начала 1980-х годов, возглавляемой Рональдом Рейганом в Соединённых Штатах и Маргарет Тэтчер в Великобритании, желала порвать с жискаровским характером партии. На президентских выборах 1988 года Леотар и его соратники выступали за союз с ОПР и тайно поддерживали кандидатуру лидера ОПР Жака Ширака против официального кандидата СФД Раймона Барра.
Во время президентской кампании 1995 года PR снова разделилась между двумя основными правоцентристскими кандидатами: Франсуа Леотар и Жерар Лонге поддержали неоголлиста премьер-министра Эдуара Балладюра, а Ален Мадлен и Жан-Пьер Раффарен сделали ставку на Жака Ширака, который в итоге победил.
1 июля 1995 года сторонники Жискара д’Эстена преобразовали СФД в полноценную партию под названием Народная партия за французскую демократию (PPDF). После этого сторонники Жискара д’Эстена покинули Республиканскую партию.
В 1997 году на базе Республиканской партии была создана новая партия, Либеральная демократия (DL) во главе с Аленом Мадленом.

## Руководство
Генеральные секретари (1977—1988)
- 1977—1978 — Жан-Пьер Суассон
- 1978—1982 — Жак Блан[фр.]
- 1982—1988 — Франсуа Леотар

Президенты (1988—1997)
- 1988—1990 — Франсуа Леотар
- 1990—1995 — Жерар Лонге
- 1995—1997 — Франсуа Леотар